# 名古屋市立井戸田小学校
名古屋市立井戸田小学校（なごやしりつ いどたしょうがっこう）は、愛知県名古屋市瑞穂区姫宮町にある公立小学校。

## 概要
- 井戸田町、鍵田町の一部、河岸町、佃町1丁目の一部、佃町2丁目、土市町、白龍町1丁目の一部、白龍町3丁目の一部、姫宮町、瑞穂通3-8丁目の一部、妙音通、柳ケ枝町2丁目の一部などが通学区域であり、公立中学校の進学先は名古屋市立津賀田中学校である[1]。
- 1976年（昭和51年）から国際理解教育を行っており、英語活動、交流活動を行っている。

## 沿革
- 1946年（昭和21年）4月18日 - 堀田国民学校から分離し、井戸田国民学校として開校する。
- 1947年（昭和22年）4月1日 - 名古屋市立井戸田小学校に改称する。
- 1967年（昭和42年） - 新校舎（鉄筋コンクリート造）が完成する。

## 交通アクセス
- 名古屋市営地下鉄名城線妙音通駅下車、徒歩約5分。
- 名古屋市営地下鉄名城線、桜通線新瑞橋駅下車、徒歩約8分。

## 周辺施設
- 名古屋市立穂波小学校
- 名古屋惣作郵便局
- イオンモール新瑞橋
- 名古屋市営地下鉄名城線妙音通駅